# Nikki Anderson
Nikki Anderson (születési nevén Prusinszky Nikoletta, 1977. március 11. – ) magyar pornószínésznő.

## Életrajz
1999-ben elnyerte Cannesban a legjobb európai színésznő címet a L'enjeu du desir és a Rocco Never Dies filmekben játszott szerepéért. 2000 májusában elnyerte a Penthouse magazin Pet of the Month címét.

## Filmszerepei
- Private Gold 13 - The Pyramid 3 (1996)
- Private Gold 14: Sweet Baby (1996)
- Private Gold 15: Sweet Baby 2 (1996)
- Rocco non muore mai (1996)
- Triple X 21 (1996)
- Buttman in Budapest (1997)
- Euro Angels 1 (1997)
- Euro Angels 2 (1997)
- Euro Angels 3 (1997)
- Private Best of the Year 1998 - Do It (1997)
- Private Castings X 3 - Lost Virginity (1997)
- Private Gaia 5 - The Temptations of Clarisse (1997)
- Private Gold 15 - Sweet Lady 2 (1997)
- Private Stories 18 - Wet, Wet, Wet (1997)
- Triple X 27 (1997)
- Triple X 30 (1997)
- Voyeur 10 (1997)
- Big Ass Greek Machine of Butt Row (1998)
- Bodyslammin' 2 - Down & Dirty (1998)
- Buttman Confidential (1998)
- California Cocksuckers 4 (1998)
- Christoph Clark's Euro Hardball 1 (1998)
- Dark Lady (1998)
- Euro Angels 4 (1998)
- Euro Angels 6 (1998)
- Euro Angels 8 - Tunnels of Love (1998)
- Euro Angels 10 - Anal Decadence (1998)
- La contessa svergognata (1998)
- Lecher (1998)
- Lewd Conduct 1 (1998)
- Luxury Nurse (1998)
- North Pole 2 - The Loadman Cummeth (1998)
- Oversexed Video Magazine 1 (1998)
- Pick Up Lines 31 (1998)
- Pick Up Lines 32 (1998)
- Pirate 5 - Love Me Deadly (1998)
- Pick Up Lines 25 (1998)
- Sodomania 26 - Squirm Sockets (1998)
- Sodomania 27 - The Error of My Ways (1998)
- Video Adventures of Peeping Tom 14 (1998)
- Wanderlust (1998)
- X-Tra Edition 2 (1998)
- Aphrodisiac (1999)
- Beach Bunnies With Big Brown Eyes 6 (1999)
- California Cocksuckers 13 (1999)
- California Cocksuckers 14 (1999)
- Dirty Deals (1999)
- Eternal (1999)
- Euro Angels Hardball 3 - Anal Therapy (1999)
- Euro Angels 13 - Fun Funnels (1999)
- Gaper Capers (1999)
- Harem (1999)
- In Search of Awesome Pussy 2 (1999)
- Just 18 2 - Rookie Whores! (1999)
- Lust World (1999)
- Nikky Anderson Story (1999)
- Pick Up Lines 35 (1999)
- Private Movies - Sex Slider (1999)
- Biancaneve 10 anni dopo (1999)
- Suspicion (1999)
- Taboo of Tarot (1999)
- The Best by Private 15 - Millennium (1999)
- Valentino's Sexual Reality 3 - Banging in Budapest (1999)
- Ass Angels (2000)
- Extreme Doggie 9 (2000)
- Foot Lovers Only 2 (2000)
- Foreign Bodies (2000)
- Hot Sex on the Riviera (2000)
- Private Penthouse 5 - Italian Flair (2000)
- Rocco - Animal Trainer 4 (2000)
- Sex Gate (2000)
- Up and Cummers 75 (2000)
- Affairs of Desire (2000)
- Barefoot Confidential 7 (2001)
- Cumspiracy (2001)
- Dynamite Blowjobs 9 (2001)
- Euro Angels Hardball 4 (2001)
- Private Gaia 6 - Profession - Porn Actress (2001)
- Private Life of Nikki Anderson (2001)
- Private Penthouse 6 - The Last Muse (2001)
- Real Female Masturbation 11 (2001)
- Seether (2001)
- Sunflower Lady (2001)
- The Best by Private - Stars (2001)
- The Best by Private 3 - Best Russians (2001)
- Triple X Files 2 (2001)
- Virtualia Episode 1 - Cyber Sex (2001)
- Hypnotic Games (2002)
- Private Life of Wanda Curtis (2002)
- Private Lust Treasures 6 (2002)
- Amplesso (2002)
- Ass Slammers 2 (2003)
- Magic Perversion (2003)
- Only the Best of Seymore Butts 9 (2003)
- Private Life of Laura Angel (2003)
- Seymore Butts' Tight Squeeze (2003)
- Voyeur's Favorite Blowjobs and Anals 7 (2003)
- Busty Bimbos 6 (2004)
- Private Castings X 33 - Victoria (2004)
- Sex Fashion (2004)
- The Best By Private 56 - Maid to be Laid (2004)
- The Best By Private 64 - Penthouse Greatest Moments 2 (2005)
- The Voyeur's Best Anal Blond Cocksuckers (2005)
- Buttman's Nordic Blondes (2010)
- Love and Pain (2010)
- Luxury Nurses (2011)